# سوزان كرابتري
سوزان كرابتري (بالإنجليزية: Susan Crabtree)‏ هي صحفية أمريكية، ولدت في عقد 1970 في توبيكا في الولايات المتحدة.